# Хейвенс, Ричи
Ричард (Ричи) Хейвенс (21 января 1941 года — 22 апреля 2013 года) — американский гитарист, автор-исполнитель.

## Биография
Хейвенс родился в районе Бедфорд — Стайвесант на севере Бруклина. Он был старшим из девяти детей. Его отец был индейцем из народа черноногих, а мать была из Британской Вест-Индии.
В юном возрасте Хейвенс с друзьями играли вместе ду-воп, а в шестнадцать лет Хейвенс выступал с коллективом «McCrea Gospel Singers».
В 20 лет Хейвенс покинул Бруклин и переехал в Гринвич-Виллидж, где и приобрёл первую популярность. После двух записей с «Douglas Records», Хейвенс подписал контракт с Альбертом Гроссманом — менеджером Боба Дилана и начал сотрудничество с «Verve Records». В 1967 году «Verve Records» выпустил альбом Хейвенса «Mixed Bag».
К 1969 году Хейвенс выпустил уже пять альбомов, из которых один — «Something Else Again» — попал в чарты Billboard.
Хейвенс приобрёл известность именно своими живыми выступлениями. В 1969 году он открывал фестиваль Вудсток, играя толпе на протяжении примерно трёх часов из-за задержавшихся других артистов. Там же Ричи сымпровизировал известную «Freedom» на основе уже готовой композиции «Motherless Child». В августе 1969 года Ричи играл на Isle of Wight.
После успешного выступления на Вудстоке Ричи основал собственный лейбл — «Stormy Forest», — на котором выпустил свои новые альбомы: «Stonehenge» в 1970 году, «The Great Blind Degree» в 1971 году, «Live On Stage» в 1972 году, «Portfolio» в 1973 году и «Mixed Bag II» 1974 году.
Хейвенс успешно выступал на The Tonight Show Starring Johnny Carson и на шоу Эда Салливана, а в 1972 году Ричи снялся в The Who's Tommy, в Catch My Soul в роли Отелло, в Greased Lightning и в Hearts of Fire.
Хейвенс много времени уделял популяризации экологических проблем среди молодёжи. В середине 70-х он стал сооснователем Northwind Undersea Institute.

## Смерть
В 2010 году Хейвенс перенёс операцию на почке и из-за проблем со здоровьем был вынужден прервать гастроли.
Ричи Хейвенс умер 22 апреля 2013 года от сердечного приступа у себя дома в Джерси-Сити в возрасте 72 лет. У него осталось трое детей, пятеро внуков и два правнука.

## Дискография

### Студийные альбомы
| Year | Album                    | US Top 200 |
| ---- | ------------------------ | ---------- |
| 1969 | Richie Havens' Record    | -          |
| 1968 | Electric Havens          | 192        |
| 1967 | Mixed Bag                | 182        |
| 1968 | Something Else Again     | 184        |
| 1969 | Richard P. Havens, 1983  | 80         |
| 1970 | Stonehenge               | 155        |
| 1971 | Alarm Clock              | 29         |
| 1971 | The Great Blind Degree   | 126        |
| 1973 | Portfolio                | 182        |
| 1974 | Mixed Bag II             | 186        |
| 1976 | The End of the Beginning | 157        |
| 1977 | Mirage                   | -          |
| 1980 | Connections              | -          |
| 1983 | Common Ground            | -          |
| 1987 | Simple Things            | 173        |
| 1987 | Sings Beatles and Dylan  | -          |
| 1991 | Now                      | -          |
| 1994 | Cuts to the Chase        | -          |
| 2002 | Wishing Well             | -          |
| 2004 | Grace of the Sun         | -          |
| 2008 | Nobody Left to Crown     | -          |

### Live-выступления
| Year | Album                   | US Top 200 |
| ---- | ----------------------- | ---------- |
| 1972 | Richie Havens on Stage  | 55         |
| 1990 | Live at the Cellar Door | -          |

### Сборники
| Year | Album                             | US Top 200 |
| ---- | --------------------------------- | ---------- |
| 1993 | Résumé: The Best of Richie Havens | -          |
| 1995 | Classics                          | -          |
| 1999 | Time                              | -          |
| 2000 | The Millennium Collection         | -          |
| 2004 | Dreaming as One: The A&M Years    | -          |
| 2005 | High Flyin' Bird                  | -          |

### Синглы
| Year | Name                       | US Hot 100 |
| ---- | -------------------------- | ---------- |
| 1967 | «No Opportunity Necessary» | -          |
| 1969 | «Rocky Raccoon»            | -          |
| 1969 | «Lady Madonna»             | -          |
| 1970 | «Handsome Johnny»          | -          |
| 1970 | «Alarm Clock»              | -          |
| 1971 | «Here Comes the Sun»       | 16         |
| 1972 | «Freedom»                  | -          |
| 1973 | «What About Me»            | -          |
| 1973 | «It Was a Very Good Year»  | -          |
| 1973 | «Eyesight of the Blind»    | -          |
| 1976 | «I'm Not in Love»          | -          |
| 1977 | «We All Wanna Boogie»      | -          |
| 1980 | «Going Back to My Roots»   | -          |